# Križovany nad Dudváhom
Križovany nad Dudváhom é um município da Eslováquia, situado no distrito de Trnava, na região de Trnava. Tem 10,26 km² de área e sua população em 2019 foi estimada em 1806 habitantes.

## Demografia
| Ano:        | 1994 | 2004   | 2014   | 2024   |
| ----------- | ---- | ------ | ------ | ------ |
| Broj ljudi: | 1763 | 1758   | 1816   | 1797   |
| Razlika:    |      | -0,28% | +3,29% | -1,04% |

| Ano:               | 2023 | 2024   |
| ------------------ | ---- | ------ |
| Número de pessoas: | 1767 | 1797   |
| Diferença:         |      | +1,69% |